# Shady Mohamed
Shady Mohamed Abdel Fattah (arab. شادي محمد, ur. 29 listopada 1977 w Aleksandrii) – egipski piłkarz grający na pozycji środkowego obrońcy.

## Kariera klubowa
Mohamed wychował się w klubie Koroum, wywodzącego się z jego rodzinnej Aleksandrii, gdzie występował do 1999 roku. Wtedy też przeszedł do Al-Ahly Kair, jednego z czołowych klubów w kraju, gdzie z czasem wywalczył miejsce w podstawowym składzie. Już w 2000 roku wywalczył swój pierwszy tytuł mistrza kraju. Natomiast w 2001 i 2003 roku sięgnął po Puchar Egiptu. W sezonie 2004/2005 wywalczył następny tytuł mistrza kraju. W 2005 roku zdobył także Superpuchar Egiptu (trofeum to zdobywał też w dwóch kolejnych sezonach) i wygrał po raz pierwszy Afrykańską Ligę Mistrzów. W sezonie 2005/2006 swoją postawą przyczynił się do obrony przez Al-Ahly mistrzowskiego tytułu, a także drugiego z rzędu Pucharu Mistrzów oraz zdobycia kolejnego w karierze Pucharu Egiptu. Zdobył też brązowy medal w Klubowym Pucharze Świata 2006. W sezonie 2006/2007 wywalczył z Al-Ahly dublet - mistrzostwo oraz puchar kraju. W latach 2006 i 2007 zdobywał też Superpuchar Afryki. W 2008 i 2009 został mistrzem Egiptu, a w połowie 2009 roku odszedł do El-Ittihad El-Iskandary. W sezonie 2010/2011 grał w Ismaily SC, a w 2011 roku został zawodnikiem Telephonat Bani Sweif.

## Kariera reprezentacyjna
W reprezentacji Egiptu Mohamed zadebiutował w 2000 roku. Puchar Narodów Afryki 2008, na który powołał go selekcjoner Hassan Shehata, jest jego pierwszym turniejem o mistrzostwo Afryki w karierze.